# Zbigniew Jasiukiewicz
Zbigniew Jasiukiewicz (ur. 13 października 1947 w Nowogrodzie Bobrzańskim, zm. 10 marca 2005 w Moers) – polski siatkarz, lekkoatleta oraz olimpijczyk.

## Wykształcenie
Zbigniew Jasiukiewicz z wykształcenia był magistrem wychowania fizycznego oraz absolwentem Liceum Ogólnokształcącego imienia Romualda Traugutta w Celestynowie, a także Akademii Wychowania Fizycznego w Warszawie.

## Sport
Zanim został siatkarzem, trenował w sekcji lekkoatletycznej OKS Otwock oraz AZS Warszawa. Uprawiał skok w dal, a jego rekord życiowy wynosił 7,47 m. Był reprezentantem Polski.
Srebrny (Belgrad (1975)) oraz brązowy medalista Mistrzostw Europy w Stambule. Uczestnik olimpiady w Meksyku w 1968, gdzie polscy siatkarze zajęli 5. miejsce. W latach 1967–1976 rozegrał 162 mecze.